# Брекенгриџ Хилс (Мисури)
Брекенгриџ Хилс (енгл. Breckenridge Hills) град је у америчкој савезној држави Мисури.

## Демографија
По попису из 2010. године број становника је 4.746, што је 71 (-1,5%) становника мање него 2000. године.
| Група             | 2000.         | 2010.         |
| Белци             | 3.096 (64,3%) | 2.292 (48,3%) |
| Афроамериканци    | 1.388 (28,8%) | 1.552 (32,7%) |
| Азијати           | 22 (0,5%)     | 29 (0,6%)     |
| Хиспаноамериканци | 189 (3,9%)    | 742 (15,6%)   |
| Укупно            | 4.817         | 4.746         |